# Bothové
Bot(h)ové z Bajny (chorvatsky Bot od Bajne, maďarsky Bothok, nebo Both család, resp. bajnai Both család) je jméno významného starého maďarského magnátského rodu.

## Dějiny
Rod Bothů pocházel z rozrodu (genus) Ošlů z Csorny, který se v 9. století podílel na dobytí Panonie.
Erbovní listina zhotovená z pergamenu o rozměrech 37,2 × 53,3 cm byla vydána v Budíně 21. února 1460 králem Matyášem Korvínem, jehož pečeť je připojena. Dokument je uložen v Maďarském státním archivu v Budapešti pod označením DL 73414.

## Rodový erb
V červeném štítu s modrým kosým břevnem stojí šikmo zlevého boku naktočený zbrojnoš. V ruce drží kuši a v paži štít. Jako točenice nad štítem je pár červených orlích křídel – odkaz na původ v rodu Ošlů – s kosým modrým pruhem. Klenot tvoří červeno-bílá přikryvadla.

## Osobnosti rodu
- Linie Bothů z Botfalvy
  - Petr (Péter) Both z Bothfalvy († 1417), župan (föispan) Ugočské župy
  - Jiří (György) Both z Bothfalvy († 1451), župan Užské župy
  - Julius (Gyula) Both z Bothfalvy (18.-19. století), hlavní soudce Horních Uher v Prešově
  - Menhart (Menyhert) I. Both z Bothfalvy († 1882), královský prokurátor
  - Menhart II. Both z Bothfalvy (1857–1916), umělec
  - Klára Bothová z Bothfalvy a Bajny (1907–2000), maďarská umělkyně
- Linie Bothů z Bajny
  - Jan Both z Bajny (chorvatsky Ivan Bot od Bajne, maďarsky bajnai Both János), † 1493, chorvatský bán
  - Ondřej Both z Bajny (chorv. Andrija Bot od Bajne, maď. András Both) († 1511), chorvatský bán
  - Jan Both z Bajny († 1521), vicebán Chorvatska, guvernér Bělehradu
  - Valentin (Bálint) Both z Bajny, főispán Arad v roce 1550
  - Alžběta (Erzsébet) Bothová z Bajny, manželka Mikuláše Istvanffyho (1558–1615)
- Linie Bothů později Burchart-Bélavary ze Žikavy (maď. szikavai és bélavári Both majd Burchard család)

- Zámek Bajnski dvori